# Рахимидин Захари
Рахимиди́н Заха́ри (малайск. Rahimidin Zahari) (28 марта 1968, Бачах Керанджи, Келантан — 14 мая 2015, Куала-Лумпур) — малайзийский поэт.

## Краткая биография
В 2003 году окончил Университет наук Малайзии (о. Пенанг) по курсу изящных искусств. В 1988—1989 гг. участвовал в программе литературного творчества в том же университете.
Участник Второй конференции писателей АСЕАН на Филиппинах и фестиваля «Истикляль II» в Индонезии, представитель Малайзии на Международном празднике поэзии «Куала-Лумпур 2002», участник поэтического фестиваля «Южная Корея-АСЕАН» (Сеул), 10-16 декабря 2010). Увлекается также традиционными видами искусства. Последние годы жизни был редактором единственного в стране ежеквартального театрального журнала «Пентас» (Сцена), а также казначеем организации «Национальный писатель» (Пена).

## Творчество
Кроме стихов писал также пьесы и новеллы. Одна из пьес «Шёпот ребаба» (Rebab Berbisik) с успехом была показана в апреле 2011 года на малой сцене престижного «Дворца культуры» в Куала-Лумпуре. Тема новелл — соотношение традиции и современности, грусть по поводу исчезающих традиций малайской культуры, особенно теневого кукольного театра «ваянг».

## Критика. Оценка творчества

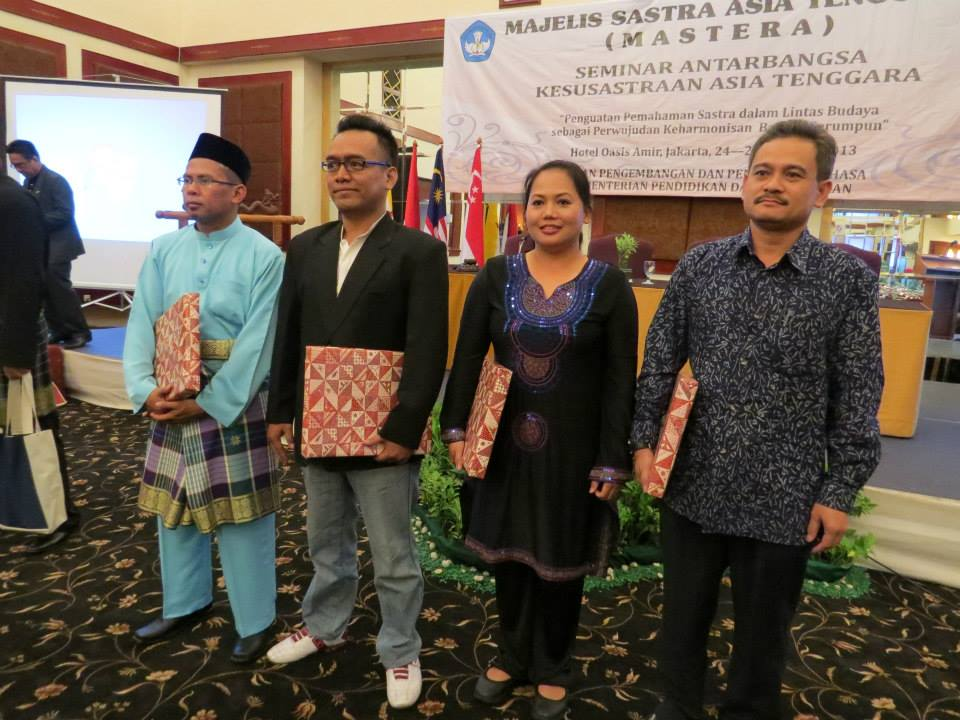
Рахимидин Захари (крайний справа) на церемонии вручения Литературной премии Мастра (24 октября 2013 г.)

Стихи поэта полны образов, тайн и тонких ощущений. Многие из них пронизывает ощущение неотвратимости нашего ухода из земной жизни. Но это не пессимизм: за гранью видимой жизни — вечность. — .- Виктор Погадаев

## Награды
- Первая премия на конкурсе стихов Совета по языку и литературе Малайзии (1986);
- Премия лучшему молодому писателю Эссо-Гапена (1991)
- Национальная премия конкурса Шападу-Гапена (1992)
- Национальная премия Эссо-Гапена (1995)
- Премия «Ислам Даруль-Имам III» (1997).
- Литературная премия Малайзии (2004)
- Литературная премия Мастра (2013)
- Поощрительная премия Института переводов и книги Малайзии (2015)
- Премия и звание "Деятель культуры Куала-Лумпура" (2015, посмертно)

Книги Рахимидина Захари

## Основные сборники
- Rahimidin Zahari. Sekepal Tanah (Горсть земли). Kuala Lumpur: DBP 1995.
- Rahimidin Zahari. Matahari Berdoa (Молитва Солнце). Kota Bharu: GEMA, 1998.
- Rahimidin Zahari. Di Kebun Khatulistiwa (В саду на экваторе). Kuala Lumpur: DBP 2005.
- Rahimidin Zahari. Perjalanan Salik (В поисках знаний). Bangi: Pustaka Nusa, 2009.
- Rahimidin Zahari. Aksara (Буквы). Shah Alam: Ilmu Bakti, 2009.
- Rahimidin Zahari, Sutung Umar RS et al. Makyung. The Mystical Heritage of Malaysia (Макюнг. Мистическое наследие Малайзии). Kuala Lumpur: Institut Terjemahan Negara Malaysia, 2011.
- Abdullah Muhamad, Rosli K. Matari, Azmi Yusoff, Rahimidin Zahari. Kumpulan Sajak ABRAR (Сборник стихов АБРАР). Kota Bharu: Persatuan Penulis Kelantan, 2011.
- Rahimidin Zahari. Perahu Fansuri (Лодка Фансури). Kuala Lumpur: Sindiket Soljah, 2011.
- Rahimidin Zahari dkk. Puisi Orang Bertujuh (Поэзия семерых). Kuala Lumpur: PENA, 2011.
- Rahimidin Zahari. Rawana (Равана). Bangi: Pustaka Nusa, 2011.(40 стихотворений на малайском с переводом на английский язык).
- Rahimidin Zahari. Bayang Beringin (Тень берингина). Kuala Lumpur: PENA, Institut Terjemahan & Buku Malaysia, 2013.
- Rahimidin Zahari. Wayang Kulit. Shadow Play. The Folk Epic of the Malay Archipelago. Translared by Siti Hajar Mohamad Yusof, Shahnaz Mohd. Said, Solehah Ishak. Kuala Lumpur. Institute Terjemahan dan Buku Malaysia, 2013.
- Rahimidin Zahari.  Laut Tujuh Gelombang Buih (Седьмое море с пенистой волной). Kumpulan Puisi. Kuala Lumpur: Institut Terjemahan & Buku Malaysia, 2014.
- Rahimidin Zahari.  Sehelai Daun Kenangan (Лист воспоминаний). Kumpulan Puisi. Kuala Lumpur: Institut Terjemahan & Buku Malaysia, 2015.
- Rahimidin Zahari. Kulukiskan Engkau Biru Dan Engkau Bertanya Kenapa Tidak Merah Jambu Seperti Warna Kesukaanku? (Я рисую тебя синей, а ты спрашиваешь, почему не розовой, ведь это твой любимый цвет?). Kuala Lumpur: Institut Terjemahan & Buku Malaysia, 2016.

## Переводы на русский язык
- Рахимидин Захари. Горсть земли; И сказал Адам; Я ищу смысла в темноте ночи (стихи). Пер. В. А. Погадаева. — Нусантара. Юго-Восточная Азия. Сборник материалов. Вып. 3. СПб: Нусантара, 2002, с. 97-98.
- Рахимидин Захари. Горсть земли; И сказал Адам; Я ищу смысла в темноте ночи. — Сакмарские вести. Сакмара, 26.01.1999. Перевод В. А. Погадаева.
- Замок из песка. Избранные стихи Рахимидина Захари. Составление и перевод с малайского В. А. Погадаева. М.: Ключ «С», 2007 (32 стихотворения)
- Рахимидин Захари. Стихотворение о камне; Лодка; Горсть земли. — Покорять вышину. Стихи поэтов Малайзии и Индонезии в переводах Виктора Погадаева. М.Ключ-С, 2009, с. 44-45.
- Рахимидин Захари. Шаман Пак Да Мегат. — Малайская кровь. Антология малайского и индонезийского рассказа. Составление, перевод с малайского и индонезийского и предисловие Виктора Погадаева. М.: ИД «Ключ-С», 2011, с. 45-52.
- Рахимидин Захари. Шаман Пак Да Мегат. Перевод с малайского и примечания Виктора Погадаева. — Восточная коллекция, Москва: РГБ, весна 2013, с. 149—153.